# Melton (Victoria)
Melton is een stad van Melbourne in de Australische deelstaat Victoria. Bij de telling van 2011 had Melton 62.117 inwoners.